# Kolosivka, Bar
Kolosivka (în ucraineană Колосівка) este un sat în comuna Haiove din raionul Bar, regiunea Vinnița, Ucraina.

## Demografie
Componența lingvistică a localității Kolosivka
     Ucraineană (98,96%)
     Alte limbi (0,52%)
Conform recensământului din 2001, majoritatea populației localității Kolosivka era vorbitoare de ucraineană (98,96%), existând în minoritate și vorbitori de alte limbi.